# Jada Pinkett Smith

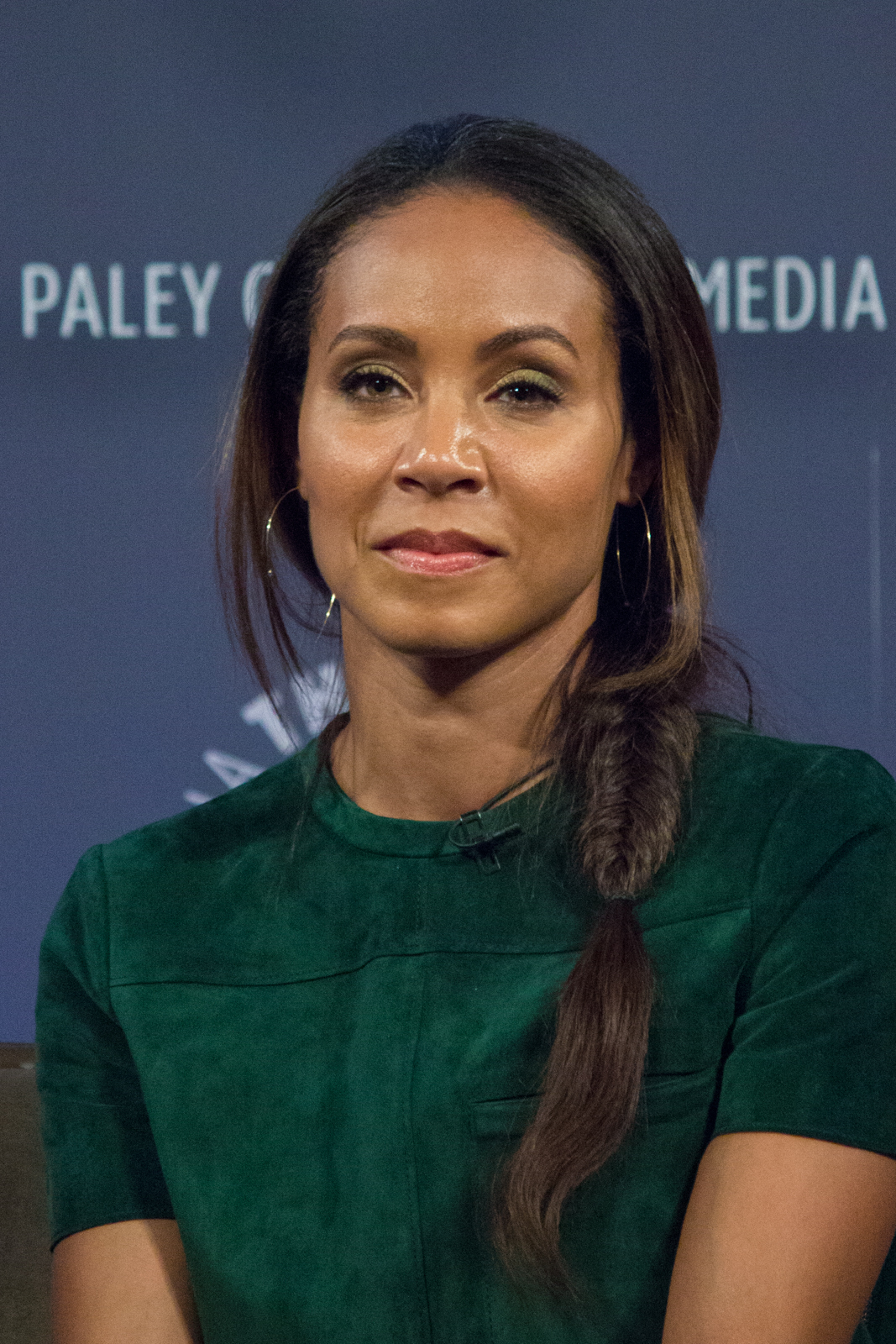
Jada Pinkett Smith (2014)

Jada Koren Pinkett Smith (geb. Pinkett; * 18. September 1971 in Baltimore, Maryland) ist eine US-amerikanische Schauspielerin.

## Karriere
Jada Pinkett Smith absolvierte eine Tanz- und Schauspielausbildung an der Baltimore School of Arts und der North Carolina School of the Arts. Zur gleichen Zeit besuchte auch Tupac Shakur den Kurs in Baltimore, und sie wurden enge Freunde. Bekannt wurde sie durch ihre Rolle in der Fernsehserie College Fieber.
1990 hatte sie ihr Filmdebüt als ‚Natalie‘ im Fernsehfilm Moe’s World. 1993 folgte ihr erster Auftritt in einem Kinofilm mit Menace II Society. Einem großen Publikum wurde sie 1996 an der Seite von Eddie Murphy in dem Film Der verrückte Professor als ‚Professor Carla Purty‘ bekannt. 1998 war sie in Scream 2, der Fortsetzung des erfolgreichen Horrorthrillers Scream, zu sehen. 2001 spielte sie in der Verfilmung der Biographie von Boxlegende Muhammad Ali, dem Film Ali, neben ihrem Mann Will Smith. Im zweiten, dritten und vierten Teil der Matrix-Serie verkörperte Smith ab 2003 ‚Captain Niobe‘, die ihr Hovercraft im Kampf gegen die Maschinen zur Verfügung stellt. 2004 spielte sie nach Ali erneut in einem Film von Michael Mann. Im Thriller Collateral ist sie eine Staatsanwältin, die Jamie Foxx zu einem Date einlädt, kurz bevor in dessen Taxi der Auftragskiller, dargestellt von Tom Cruise, einsteigt.

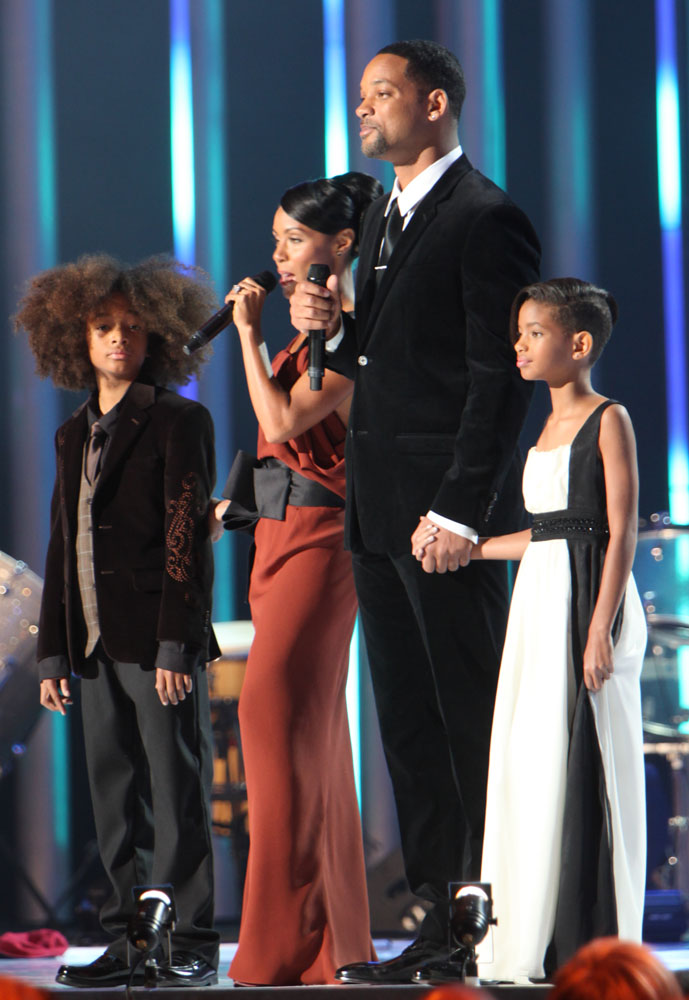
Jada Pinkett Smith mit Will Smith und den Kindern Jaden und Willow (2009)

Die 1,52 Meter große Afroamerikanerin wurde 2000 vom Black Men Magazine unter die Top 10 der Sexiest Women des Jahres gewählt. In dem 2017 erschienenen Film All Eyez on Me, einer Filmbiographie über Tupac Shakur, wird die darin auf ihr basierende Figur von Katerina Graham gespielt.
2018 wurde sie in die Academy of Motion Picture Arts and Sciences berufen, die jährlich die Oscars vergibt.
Neben ihrer Filmkarriere ist Pinkett Smith auch als Frontsängerin der Band Wicked Wisdom aktiv.  Die Nu-Metal-Gruppe spielte im Sommer 2004 im Vorprogramm von Britney Spears.

## Leben

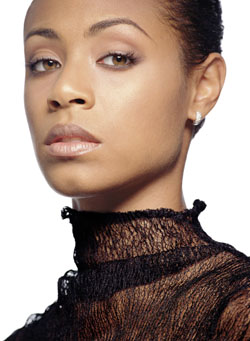
Jada Pinkett Smith (ca. 2001)

Am 31. Dezember 1997 heiratete sie den Schauspieler Will Smith und hat drei Kinder, darunter neben der gemeinsamen Tochter Willow Camille Reign und dem gemeinsamen Sohn Jaden Christopher Syre noch ihren Stiefsohn Willard „Trey“ Christopher.
Seit 2018 ist Smith von Haarausfall betroffen, weshalb sie in der Zeit danach anfing, zunächst einen Turban und dann Glatze zu tragen.
Im Jahr 2020 gestand Smith, eine Affäre mit August Alsina gehabt zu haben, als die Ehe mit Will Smith vor dem Aus stand.
Jada Smith stand mit ihrem Mann Will bei der Oscarverleihung 2022 im Mittelpunkt, als dieser den Moderator der Verleihung, Chris Rock, ohrfeigte.
Im Jahr 2023 erklärte Smith, dass sie und Will seit dem Jahr 2016 getrennt leben und keine romantische Beziehung mehr führen, aber dass sie nach wie vor tiefe Liebe füreinander empfinden und ergänzte u. a.: „Ich habe versprochen, dass es niemals einen Grund geben wird, weswegen wir uns scheiden lassen müssen. Dieses Versprechen habe ich nicht gebrochen.“

## Filmografie

### Als Schauspielerin
- 1990: Moe’s World (Fernsehfilm)
- 1990: Alles total normal – Die Bilderbuchfamilie (True Colors, Fernsehserie, Folge 1x06 Ein Vater kommt selten allein)
- 1991: Doogie Howser, M.D. (Fernsehserie, Folge 2x16 Das Leben zu lieben)
- 1991: 21 Jump Street – Tatort Klassenzimmer (21 Jump Street, Fernsehserie, Folge 5x21 Die Gang fürs Leben)
- 1991–1993: College Fieber (A Different World, Fernsehserie, 37 Folgen)
- 1993: Menace II Society
- 1994: Das schwarze Paradies (The Inkwell)
- 1994: Mister Cool (A Low Down Dirty Shame)
- 1994: Jason’s Lyric
- 1995: Ritter der Dämonen (Tales from the Crypt: Demon Knight)
- 1996: Der verrückte Professor (The Nutty Professor)
- 1996: Haus der stummen Schreie (If These Walls Could Talk, Fernsehfilm)
- 1996: Set It Off
- 1997: Scream 2
- 1997: Prinzessin Mononoke (Mononoke-hime, Stimme)
- 1998: Woo
- 1998: Ellen (Fernsehserie, Folge 5x19 Ein unglaublich verrücktes Ende – Teil 1)
- 1998: Für das Leben eines Freundes (Return to Paradise)
- 1998: Blossoms and Veils (Kurzfilm)
- 2000: It’s Showtime (Bamboozled)
- 2001: Kingdom Come – Die lieben Verstorbenen (Kingdom Come)
- 2001: Ali
- 2003: Maniac Magee (Fernsehfilm)
- 2003: Matrix Reloaded (The Matrix Reloaded)
- 2003: Matrix Revolutions (The Matrix Revolutions)
- 2004: Collateral
- 2005: Madagascar (Stimme)
- 2007: Die Liebe in mir (Reign Over Me)
- 2008: The Women – Von großen und kleinen Affären (The Women)
- 2008: Madagascar 2 (Madagascar: Escape 2 Africa, Stimme)
- 2008: The Human Contract
- 2009: Fröhliches Madagascar (Merry Madagascar, Kurzfilm, Stimme)
- 2009–2011: Hawthorne (Fernsehserie, 30 Folgen)
- 2012: Madagascar 3: Flucht durch Europa (Madagascar 3: Europe’s Most Wanted, Stimme)
- 2014–2016: Gotham (Fernsehserie, 23 Folgen)
- 2015: Magic Mike XXL
- 2016: Bad Moms
- 2017: Girls Trip
- 2019: Angel Has Fallen
- 2021: Matrix Resurrections (The Matrix Resurrections)
- 2022: The Equalizer – Schutzengel in New York (The Equalizer, Fernsehserie, 1 Folge)

### Als Regisseurin und Drehbuchautorin
- 2008: The Human Contract

### Als Produzentin
- 2010: Karate Kid
- 2013: After Earth
- 2014: Annie

## Videospiele
- 2003: Enter the Matrix (Stimme für ‚Niobe‘)

## Auszeichnungen (Auswahl)
- 2021: Daytime Emmy Award in der Kategorie „Herausragende Informative-Talkshow-Moderatoren“ für die Sendung Red Table Talk[8]
- 2021: Time Magazine: Auszeichnung als eine der hundert einflussreichsten Persönlichkeiten des Jahres 2021, zusammen mit ihrer Mutter Adrienne Banfield-Norris und ihrer Tochter Willow Smith für Red Table Talk.[9]